# Minto, New Brunswick
Minto är en ort i Kanada.   Den ligger i provinsen New Brunswick, i den östra delen av landet, 700 km öster om huvudstaden Ottawa. Minto ligger 36 meter över havet och antalet invånare är 2 505.
Terrängen runt Minto är platt. Runt Minto är det ganska tätbefolkat, med 54 invånare per kvadratkilometer.. Minto är det största samhället i trakten. 
I omgivningarna runt Minto växer i huvudsak blandskog.